# Bamipine
Bamipine (tên biệt dược Soventol) là một loại dược phẩm có tác dụng như một thuốc kháng histamine H1 với đặc tính kháng cholinergic. Thuốc được sử dụng như một loại thuốc mỡ chống ngứa, không được dùng bằng đường uống.

## Tác dụng phụ
Tác dụng phụ đối với một thuốc kháng histamine cũ (thế hệ thứ nhất) này là điển hình: mệt mỏi ở người lớn, kích động ở trẻ em, giãn đồng tử. Những tác dụng này rất hiếm khi bamipine được bôi tại chỗ dưới dạng thuốc mỡ. Phản ứng dị ứng và quá mẫn cũng rất hiếm. Bệnh chàm cấp tính có thể trở nên tồi tệ hơn do thuốc mỡ bamipine.

## Chống chỉ định và tương tác
Không có chống chỉ định liên quan đến lâm sàng hoặc tương tác với các thuốc khác được biết đến.

## Dược lý

### Dược động học
Khi áp dụng tại chỗ, hiệu quả tối đa đạt được sau 20 đến 60 phút và kéo dài đến 48 giờ. Bamipine không được hấp thu qua da nguyên vẹn với liều lượng đầy đủ.